# Плоггінг
Плоггінг — поєднання екологічного та фітнес рухів, що полягає в бігу в неквапливому темпі зі збиранням сміття вздовж свого маршруту.

## Історія
Рух стартував у Швеції 2016 року і швидко набув популярності серед прихильників здорового способу життя та піклування про чистоту довкілля. Девід Седаріс, один із засновників плоггінга, поєднував збір сміття з фізичними вправами в районах Пархам, Колдвальтхем і Сторрінгтон в Західному Сассексі. Термін «plogging» виник як поєднання двох шведських слів «plocka upp» і «jogga», що означає «збирати» й «бігти». Простий алгоритм реалізації — під час бігу ви просто підбираєте будь-яке сміття, яке бачите на своєму шляху. Завдяки соціальним мережам плоггінг став швидко набирати ще більшої популярності та поширився світом.
Крім цього новонароджений рух одразу став частиною традиційного скандинавського поняття «х'юґе», яке символізує собою затишок, комфорт, добробут і задоволеність життям та своїми діями.
Шведський еколог та мультиспортсмен Ерік Альстрем розробив концепцію руху, розширивши поняття «Плоггінг» строривши з однодумцями групу Facebook Plogga та освітню платформу Plogga — Bli en miljöhjälte!
|          | PLOGG - офіційна організація і популярний рух, створений у Швеції. PLOGG сприяє збиранню сміття під час бігу, або... веслування, скейтбордингу, велопрогулянок або іншому, чому ви віддаєте перевагу для пересування. Це все для того, щоб зробити що-небудь для нашого довкілля та здоров'я, поки не стало надто пізно, тому що ми бачимо, що тенденція зараз невтішна. |
| — PLOGGA | |

Перша спільнота плогерів також була створена у Швеції, тепер у неї є представництва в різних країнах світу. Заходи, які вони організовують можуть бути трьох рівнів:
- плогінг «у себе вдома» — прибирання у своєму кварталі, дворі, перед під'їздом, уздовж пішохідного тротуару або дороги у двір;
- організація регіональних заходів з плогінгу з обов'язковим висвітленням їх у соціальних мережах;
- популяризаторська робота: плогінг-тренери читають лекції і ведуть власні проекти на рівні муніципалітету або навіть країни.[5]

Рух швидко набув визнання в Україні. У Житомирі ініцюювали проведення плогофонів — забігів або ходьби на різні дистанції зі збором сміття, ідею підхопили інші міста.
Основними завданнями проггінгу є:
- регулярне прибирання засмічених територій;
- підтримання оптимальної ваги, зміцнення кісток і м'язів, зняття стресу і зниження ризику розвитку серцево-судинних захворювань;
- хороший спосіб проведення часу з дитиною, спільне дозвілля, приклад наступному поколінню.

## Ефективність
Оскільки для переробки годиться тільки чистий пластик, що не довго пролежав у природному середовищі, а плоггінг передбачає перш за все регулярне прибирання знайомих маршрутів, екологи високо оцінюють його ефективність.
Згідно з даними шведського фітнес- додатку Lifesum, плоггінг набагато енерговитратніший, ніж простий біг підтюпцем. Адже збирання сміття охоплює присідання і нахили, а також вимагає фізичної сили, щоб тримати сміттєвий пакет. Тому за 30 хвилин плоггінгу людина спалює в середньому 288 калорій, а під час пів години звичайного бігу підтюпцем — всього 235 калорій.
|   | На прикладі Швеції можна легко переконатися, як зміни на локальному рівні працюють на вирішення глобальних проблем. Піклуючись про своє здоров'я, варто враховувати, що вплив на нього чинить і стан екології. Зменшення шкоди для довкілля, і, як результат, зменшення шкоди для власного здоров'я – стратегія, в якій виграють усі. |
| — | |

## Цікаві факти
- Новий фітнес-тренд підтримали активісти Plastic Patrol — масштабної кампанії по позбавленню Світового океану від забруднення пластиком.[9]